# 釋無業
釋無業（761年—822年），商州上洛（今中國陝西省商洛市商州區）人，俗姓杜，唐朝汾州開元寺沙門，諡大達國師。

## 生平
無業禪師的母親李氏，忽然聽到空中傳來一句：「寄居得否？」便懷孕了，無業禪師出生時，異光滿室。幼童時不嘻鬧遊戲，行走時必眼視前方，坐下時跏趺而坐，商州的佛弟子見到他的行舉都感到驚嘆，讚為佛門的無上法器，希望他儘快出家紹隆三寶。
九歲時請求父母，依止汾州開元寺的志本禪師學習佛法，志本授與《金剛經》、《法華經》、《維摩經》、《思益經》、《華嚴經》等大乘經論，無業禪師一目五行，過目不忘，十二歲正式剃度出家。二十歲襄州幽律師座下受具足戒，四分律疏學習一個夏季便能演說，同時兼為學僧們講說《涅槃經》。
後來得知洪州馬祖道一（大寂禪師）為當時的禪門巨匠，便前往瞻禮求問「即心是佛」的真諦，馬祖回答：「只未了底心即是，別物更無。不了時即是迷，若了即是悟，迷即眾生悟即是佛道，不離眾生豈別更有佛，亦猶手作拳拳全手也。」無業言下開悟，悲泣的對馬祖說：「本謂佛道長遠勤苦曠劫方始得成，今日始知法身實相本自具足，一切萬法從心所生但有名字無有實者。」得到大寂禪師的心印印可。
無業禪師得到馬祖印可後，便到曹溪南華寺禮六祖大師塔，迴遊至天臺山等諸多佛教名山遍尋聖跡，後至清涼山金閣寺讀大藏經，閱藏圓滿後南下至西河回到開元寺，安住在此演經說法二十年，攝化汾州善信。
唐憲宗在位十四年素來嚮往無業禪師的德行，所以下詔召請禪師入宮，禪師稱病不入宮，隔年憲宗再次降旨，禪師仍稱疾如故。穆宗皇帝即位後，虔誠想見無業禪師一面，命僧錄靈準公勅旨迎請，願禪師順應穆宗的心願，不要再以病推辭。無業禪師說：「貧道何德累煩聖主，行即行矣道途有殊。」於是剃髮沐浴，當晚告訴弟子慧愔等人說：「汝等見聞覺知之性，與太虛同壽不生不滅，一切境界本自空寂，無一法可得。迷者不了即為境惑，一為境惑流轉不窮，汝等常知心性本自有之非因造作，猶如金剛不可破壞，一切諸法如影如響無有實者。故經云：唯有一事實餘二則非真，常了一切空無一物，當情是諸佛同用心處，汝等勤而行之。」說畢，結跏趺坐，奄然圓寂，生死自由。世壽六十二歲，僧臘四十二，僧俗四眾如喪考妣，準備香花幢幡，將無業禪師移至城西荼毘，火化的燃煙飄至空中凝結五彩雲霞，從西方傳來馥郁的異香。材火滅盡後，拾獲如珍珠、白玉一般燦爛光折的舍利，建玉石塔供奉。州牧楊潛呈報朝庭，下召刻碑記頌，並勅諡號「大達國師」，賜塔名澄源塔。

## 法嗣

### 師長
- 釋志本
- 馬祖道一
- 襄州幽律師

### 弟子
- 釋慧愔
- 釋行勤
- 釋虔縱
- 釋義幽
- 釋元度
- 釋恒泰
- 釋常貞
- 釋奉先